# Omeciuatl Corona
L'Omeciuatl Corona è una struttura geologica della superficie di Venere.